# Route 214 (Nouvelle-Écosse)
Pour les articles homonymes, voir Route 214.
La route 214 est une route secondaire de la Nouvelle-Écosse d'orientation nord-sud située dans le sud de la province, au nord d'Halifax. Elle traverse une région mixte, tant boisée qu'agricole. De plus, elle mesure 10 kilomètres, au total, et est une route pavée sur toute sa longueur.

## Tracé
La 214 débute à Elmsdale, sur la route 2. Elle commence par croiser la route 102 à sa sortie 8 à peine 1 kilomètre au nord de la route 2, puis elle continue à se diriger vers le nord-nord-ouest pour le reste de son tracé.
Elle traverse ensuite Belnan, puis se termine sur la route 14 à Lower Nine Mile River.
La 214 agit comme raccourci de la 2 nord vers la 14 ouest, ou vice-versa. Elle permet de sauver une distance de 9 kilomètres et plus de 5 minutes, au lieu de prendre la 2 jusqu'à la 14, ou la 14 jusqu'à la 2, à Milford.

## Intersections principales
| Route 214                   |                       |    |                                        |                          |
| Comté                       | Location              | km | Intersection/Destinations              | Notes                    |
| Comté de Hants              | Elmsdale              | 0  | R-2, Enfield, Fall River, Shubenacadie | extrémité sud de la 214  |
| Comté de Hants              | Elmsdale              | 1  | R-102, Truro, Halifax                  | sortie 8 de la 102       |
| Comté de Hants              | Lower Nine Mile River | 10 | R-14, Milford, Brooklyn, Windsor       | extrémité nord de la 214 |
| Gras (colonne km):Échangeur |                       |    |                                        |                          |

## Communautés traversées
- Elmsdale
- Belnan
- Lower Nine Mile River